# Coracina lineata
A Coracina lineata a madarak osztályának verébalakúak (Passeriformes) rendjébe és a tüskésfarúfélék (Campephagidae) családjába tartozó faj.

## Rendszerezése
A fajt William John Swainson angol ornitológus írta le 1825-ben, a Ceblepyris nembe Ceblepyris lineata néven.

## Alfajai
- Coracina lineata axillaris (Salvadori, 1876)
- Coracina lineata gracilis Mayr, 1931
- Coracina lineata lineata (Swainson, 1825)
- Coracina lineata maforensis (A. B. Meyer, 1874)
- Coracina lineata makirae Mayr, 1935
- Coracina lineata malaitae Mayr, 1931
- Coracina lineata nigrifrons (Tristram, 1892)
- Coracina lineata ombriosa (Rothschild & Hartert, 1905)
- Coracina lineata pusilla (E. P. Ramsay, 1879)
- Coracina lineata sublineata (P. L. Sclater, 1879)[2]

## Előfordulása
Ausztrália, Indonézia, Pápua Új-Guinea és a Salamon-szigetek területén honos. Természetes élőhelyei a szubtrópusi vagy trópusi száraz erdők, síkvidéki és hegyi esőerdők, mocsári erdő és szavannák, valamint ültetvények és vidéki kertek. Állandó, nem vonuló faj.

## Megjelenése
Testhossza 29 centiméter, testtömege 66-100 gramm.

## Természetvédelmi helyzete
Az elterjedési területe nagyon nagy, egyedszáma pedig stabil. A Természetvédelmi Világszövetség Vörös listáján nem fenyegetett fajként szerepel.